# Inno nazionale della Scozia
La Scozia non ha alcun inno ufficiale, ma ne ha alcuni non ufficiali: i principali sono Scotland the Brave, Flower of Scotland e Scots Wha Hae. Nel 2009 un sondaggio rivelò come il 41% di preferenze per Flower of Scotland.
|                                  |                             |  |     |     |
| -------------------------------- | --------------------------- |  | --- | --- |
| Flower of Scotland               | Flower of Scotland          |  | 41% | 41% |
| Scotland the Brave               | Scotland the Brave          |  | 29% | 29% |
| Highland Cathedral               | Highland Cathedral          |  | 16% | 16% |
| Is There for Honest Poverty      | Is There for Honest Poverty |  | 8%  | 8%  |
| Scots Wha Hae                    | Scots Wha Hae               |  | 6%  | 6%  |
| Risultati del sondaggio del 2009 |                             |  |     |     |

## Brani proposti

### Scotland the brave
Scotland the Brave è una canzone patriottica scozzese. In un sondaggio online è stata seconda a Flower of Scotland come futuro inno ufficiale scozzese.
Scotland the Brave è anche la marcia ufficiale del Royal Regiment of Scotland.
La melodia è originaria del XX secolo.

### Flower of Scotland
Flower of Scotland è stata composta da Roy Williamson, componente del gruppo musicale folk The Corries, nel 1966.
È stata scelta come futuro inno ufficiale scozzese in un sondaggio online. Attualmente viene suonata prima delle partite delle nazionali scozzesi di calcio e rugby.

### Scots Wha Hae
Scots Wha Hae è il terzo inno non ufficiale della Scozia.
È il meno noto, e, probabilmente, se la Scozia avrà in futuro un inno ufficiale non verrà scelto.

## Altri
Altre canzoni popolari scozzesi sono Highland Cathedral e A Man's A Man for A' That.